# 랑기오라 AFC
랑기오라 AFC(Rangiora Association Football Club)는 뉴질랜드 랑기오라에 있는 축구단이었다. 2009년에 카이아포이 FC가 합병하여 와이마카리리 유나이티드 FC를 새로 결성했다.